# Tuberillo celebensis
Tuberillo celebensis is een pissebed uit de familie Armadillidae. De wetenschappelijke naam van de soort is voor het eerst geldig gepubliceerd in 1992 door Taiti, Ferrara & Kwon.